# Mile 81
Mile 81 este o nuvelă de Stephen King, scrisă exclusiv pentru Amazon Kindle și care a fost distribuită pe 1 septembrie 2011. Această carte electronică include, de asemenea, un fragment din viitorul roman al lui King 11/22/63. Nuvela a fost republicată pe 3 noiembrie 2015 în colecția The Bazaar of Bad Dreams.

## Povestea
La Mila 81 din Maine Turnpike este un popas auto în care liceenii beau și intră în tot felul de probleme în care liceenii intră de obicei. Este locul în care Pete Simmons merge atunci când fratele său mai mare, despre care se presupune că ar trebui sa aibă grijă de Pete, coboară în groapa de pietriș pentru a se juca de-a parașutiștii peste bord.
Pete, înarmat doar cu lupa pe care a primit-o la a zecea lui aniversare, găsește o sticlă de vodcă aruncată într-o cocioabă și bea suficient pentru a se îmbăta, așa că în curând doarme dus. Puțin mai târziu, un Break acoperit de noroi (ceea ce este ciudat, deoarece nu a fost nici o ploaie în New England de mai bine de o săptămână) se răstoarnă în zona popasului auto de la Mila 81, ignorând semnul pe care scrie Închis! Niciun serviciu. Ușa șoferului se deschide, dar nimeni nu coboară...
Doug Clayton, un om din Bangor care lucrează în domeniul asigurărilor, conduce o Toyota Prius către o conferință din Portland. Pe bancheta din spate este servieta și valiza și pe scaunul pasagerului din față este o Biblie King James, pe care Doug o numește manualul de asigurare finală, dar aceasta nu-l va salva pe Doug atunci când se hotărăște s-o facă pe bunul samaritean și să-l ajute pe tipul din Break-ul răsturnat. Doug îl scoate afară și apoi observă că Break-ul nu are plăcuțe...
Zece minute mai târziu, Julianne Vernon, care tractează o remorcă de transportat cai, observă Priusul și Break-ul și trage pe dreapta. Julianne găsește telefonul mobil al lui Doug Clayton distrus lângă ușa camionului - și totul devine prea strâmt pentru el. Între timp, Pete Simmons se trezește din beție și observă mai multe mașini oprite la popasul auto de la Mila 81. Doi copii - Rachel și Blake Lussier - și un cal numit DeeDee sunt singurele ființe rămase în viață. Asta dacă nu punem la socoteală și Break-ul...

## Legături externe
- "Mile 81" @ Amazon.com
- "Mile 81" @ StephenKing.com